# Stupbach

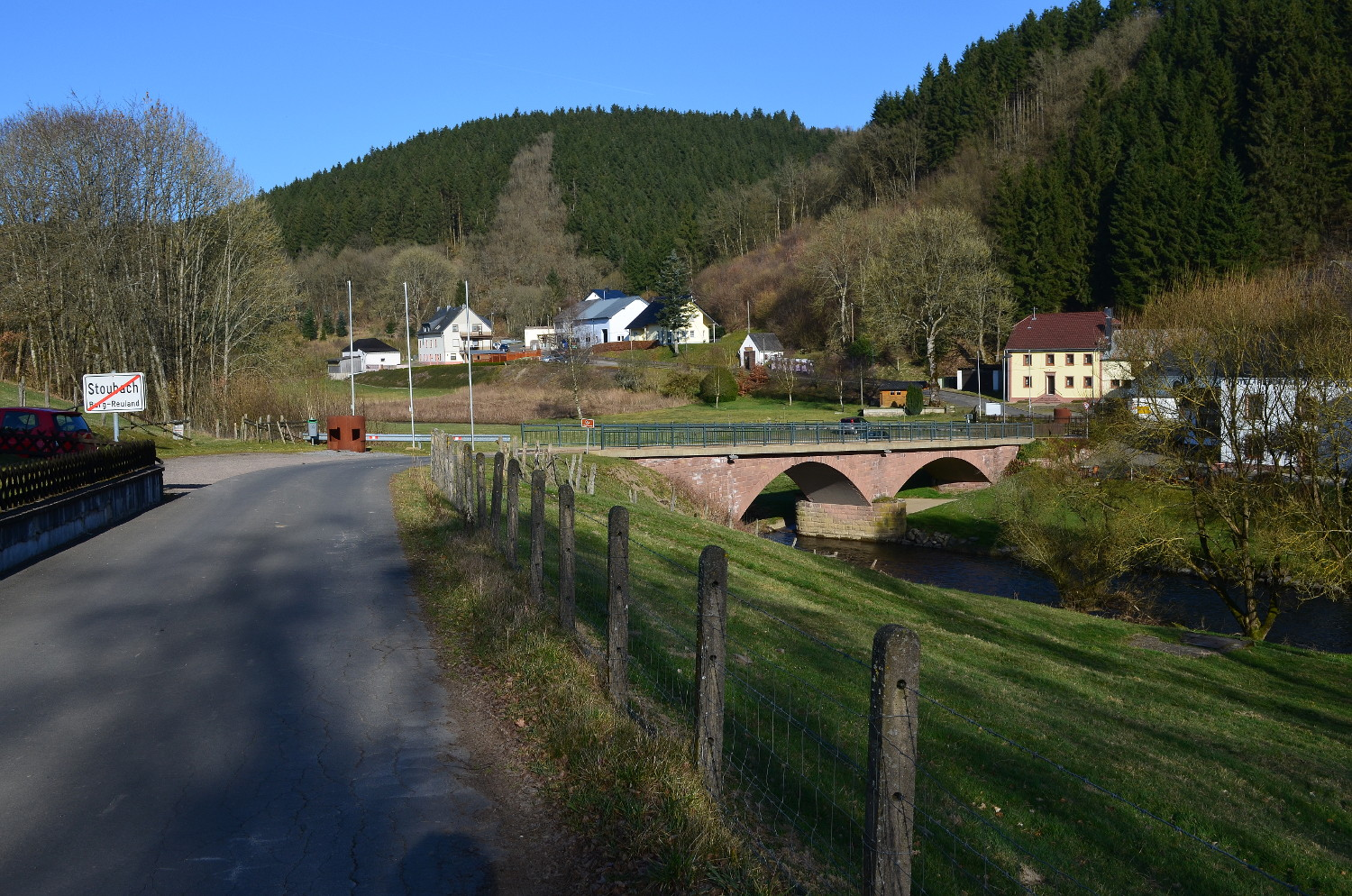
Ansicht auf Stupbach aus Belgien

Stupbach ist ein Ortsteil der Ortsgemeinde Lützkampen im Eifelkreis Bitburg-Prüm in Rheinland-Pfalz.

## Geographische Lage
Stupbach liegt rund 6 km nordwestlich des Hauptortes Lützkampen in einem Tal. Der Ort befindet sich auf der Staatsgrenze zu Belgien und ist durch die Our in einen deutschen und einen belgischen Teil geteilt (Doppeldorf). Umgeben ist Stupbach von landwirtschaftlichen Nutzflächen sowie umfangreichem Waldbestand.
Stupbach gliedert sich in den Ortsteil Stupbach mit den Wohnplätzen Auf Halenfeld, In der Loch und Stupbacherseif (Brodelseifen).

## Geschichte
Die drei Dörfer Lützkampen, Stupbach und Welchenhausen gehörten bis Ende des 18. Jahrhunderts zur luxemburgischen Herrschaft Dasburg. Unter der französischen Verwaltung gehörten Lützkampen, Stupbach und Welchenhausen zum Kanton Arzfeld, der verwaltungsmäßig dem Departement Wälder zugeordnet war.
Aufgrund der Beschlüsse des Wiener Kongresses wurde das vormals luxemburgische Gebiet östlich der Sauer und der Our im Jahre 1815 dem Königreich Preußen zugeordnet. Stupbach gehörte nun zur Bürgermeisterei Harspelt. Gemeinsam gehörten die drei Orte zum 1816 neu gebildeten Kreis Prüm im Regierungsbezirk Trier und von 1822 an zur Rheinprovinz. Alle drei Gemeinden gehörten von 1936 an zum Amt Daleiden-Leidenborn und seit 1970 zur Verbandsgemeinde Arzfeld.
Am 1. Januar 1972 wurde die bis dahin selbständige Gemeinden Stupbach (damals 60 Einwohner) nach Lützkampen eingemeindet.

## Kultur und Sehenswürdigkeiten

### Bauwerke
In Stupbach wurde einst eine Mühle an der Our betrieben.
Ferner gibt es ein Wegekreuz am nördlichen Ende des Ortes.
Stupbach lag zum Teil auf dem Verlauf des Westwalls. Erhalten geblieben sind hiervon zwei Bunkeranlagen mit Schartenstand.
Auch frühere Überquerungen der Our konnten durch den Fund von zwei historischen Furten belegt werden. Eine stammt aus der Zeit um 1850, die andere entstand um das Jahr 1915.

### Naherholung
Das Our-Tal eignet sich auch zum Wandern. Es existiert ein knapp 11 km langer Wanderweg durch Stupbach, der unter anderem auch in den zweiten Ortsteil Lützkampens, Welchenhausen, führt. Es handelt sich um einen Rundwanderweg, der zur Hälfte entlang der Our verläuft.
Ferner gibt es einen Skulpturenweg. Dieser beginnt in Stupbach und führt auf einer Länge von 16 km über Welchenhausen bis zum Europa-Monument in der Nähe von Ouren. Der Weg verläuft dicht entlang der Our und umfasst 10 Skulpturen von 9 Künstlern aus Deutschland, Belgien und Luxemburg.

## Wirtschaft und Infrastruktur

### Unternehmen
Im deutschen Teil von Stupbach werden ein Hotel sowie eine Ferienwohnung betrieben. Ferner gibt es ein Museum für Lokalgeschichte im Wohnplatz Stupbacherseif.

### Verkehr
Es existiert eine regelmäßige Busverbindung.
Stupbach ist durch die Kreisstraße 165 erschlossen.